# Cerkev sv. Simona in Juda Tadeja, Goslar
Cerkev, znana kot stolnica v Goslarju, je bila kolegijska cerkev svetega Simona in svetega Jude v mestu Goslar v Nemčiji. Zgrajena je bila med letoma 1040 in 1050 kot del območja kraljeve pfalce. Cerkev je bila porušena leta 1819–1822; danes je ohranjena samo veranda severnega portala. Bila je cerkev benediktinskih kanonikov. Izraz Dom v nemščini, ki se uporablja za kolegijske cerkve in stolnice, se pogosto enako prevaja kot »stolnica« v druge jezike, čeprav ta kolegijska cerkev ni bila nikoli sedež škofa.

## Načrt
Kolegijska cerkev je bila zgrajena vzhodno od kraljeve pfalce (Kaiserpfalz). Tako je bila tesno povezana z drugimi stavbami na območju, kot sta Aula regia (cesarska dvorana ali Kaiserhaus), Marijina cerkev (porušena), kapela svetega Ulricha in stavbe kurije. Tako ob kolegijski cerkvi so bili križni hodnik in refektorij, kapitelj in granarium (kašča).
Cerkev je bila zgrajena po standardni izvedbi v obliki triladijske bazilike , sprva z ravno streho, z ritmično ("rensko") izmenjavo slopov in stebrov. Stene so bile izdelane iz apnenčastih blokov. Imela je westwerk z dvema nizkima, osmerokotnima stolpoma in glavnim vhodom ter tremi vzhodnimi apsidami. Kripta je bila pod korom. Nad križiščem ladje in transepta je bil še en stolp. Zasnova kolegijske cerkve je bil prototip za številne poznejše srednjeveške cerkvene zgradbe.
Med opremo kolegijske cerkve sta bila še bronast Rodov oltar in cesarski prestol iz 11. stoletja, ki sta se ohranila do danes.
Ravno streho so v 12. stoletju zamenjali z obokano. Severna veranda, ki je zdaj edini ohranjen del stavbe, je bila dodana okrog leta 1200 in tu je bil ponovno postavljen glavni vhod. V gotskem obdobju so cerkev podaljšali na severu s četrto ladjo, spremenjena pa je bila korna pregrada.

## Zgodovina
Mesto Goslar se prvič omenja pod vladavino cesarja Otona II. Leta 979; zaradi bližnjih rudnikov srebra Rammelsberg se je hitro razvil v eno najpomembnejših srednjeveških mest v nastajajočem nemškem kraljestvu. Približno leta 1005 je kralj Henrik II. Nemški imel tukaj prvo pfalco, ki so jo obnovili in znatno povečali njegovi salijski nasledniki. Kolegijska cerkev je bila postavljena na ukaz cesarja Henrika III. 2. julija 1051 jo je posvetil nadškof Hermann iz Kölna. Takrat je bila največja romanska cerkev vzhodno od Rena.
Cerkev je bila posvečena apostoloma Simonu in Judi, katerih praznik 28. oktobra je padel na rojstni dan cesarja Henrika III., ki je pogosto bival v Goslarju. Približno ob istem času je njegova soproga Agnes Poitou ustanovila kolegijsko cerkev svetega Petra v Goslarju, ki ni ohranjena. Leta 1056 sta se v Goslarju srečala papež Viktor II. in cesar Henrik III. ter obiskala cerkev. Ko je Henrik istega leta umrl, je bilo njegovo srce pokopano znotraj zidov stolnice Goslar.
Ob Binkoštih 1063 je v cerkvi izbruhnil Goslarski upor, ko se je ob priliki Hoftaga v prisotnosti mladega kralja Henrika IV. pojavil oborožen spopad okoli sedežnega reda na večerji med škofom Hezilom iz Hildesheima in opatom Fulde. Škof je svojega sledilca Egberta iz Braunschweiga odpeljal iz cerkve, oborožen konflikt, ki je sledil, pa je zahteval nekaj smrtnih žrtev. Po navedbah srednjeveškega kronista Lamberta iz Hersfelda se je na oltarju prelilo veliko krvi, medtem ko so kraljevi pozivi za zmernost postali neuslišani. Dogodek je postal znan tudi kot Goslarjeve krvave binkošti.
Pod vladavino kralja  Friderika I. Barbarosse je Hildesheimski klerik Rainald of Dassel leta 1154 prevzel vodstvo. 
Po posredovanju nekdanjega  svobodnega cesarskega mesta Goslar je leta 1819 kolegijska cerkev propadla in je bila zaradi pomanjkanja sredstev za popravilo na dražbi prodana obrtniku, ki jo je uporabljal kot "kamnolom" in jo v veliki meri porušil do leta 1822. Ohranjen je bil samo vhodni del. Temelji cerkve danes ležijo pod velikim parkiriščem, tloris pa je označen v tlaku.
Poleti leta 2018 je bilo na strehi stolnice odkrito ustekleničeno pisano sporočilo z dne 26. marca 1930, ki so ga podpisali štirje krovci, ki so obžalovali gospodarsko stanje v državi. Steklenico je odkril krovec, ki je bil vnuk enega od podpisnikov, ki je bil leta 1930 18-letni vajenec. Goslarjev župan je steklenico zamenjal s kopijo sporočila iz leta 1930 in dodal svoje zaupno sporočilo. 